# 田渡敏信
田渡 敏信（たわたり としちか、1987年4月30日 - ）は、日本の男子バスケットボール選手である。東京都出身。身長190cm、体重93kgで、ポジションはスモールフォワード、パワーフォワード。B3.LEAGUE・東京サンレーヴスに所属している。背番号91。

## 人物
1987年、母親の実家のある山口県に生まれる。父は京北中学校・高等学校バスケットボール部監督の田渡優。バスケ一家の長男として生まれ、次男はサンロッカーズ渋谷の田渡修人、三男は三遠ネオフェニックスの田渡凌。
弥生第二スポーツ少年団でバスケを始め、京北中学校・高校に進学。京北高校では1年生時2003年長崎インターハイ、2年生時2004年島根インターハイに出場している。3年次にはキャプテンを務め、関東大会Bブロック優勝など記録を残すも、インターハイ出場は逃した。2004年の埼玉国体では東京都少年男子メンバーに選出され、18年ぶりの優勝を経験している。その時のチームメイトにリンク栃木ブレックスの渡邉裕規、千葉ジェッツの小野龍猛がいる。
また、高校の二級上に三遠ネオフェニックスのアソシエイトヘッドコーチ河内修斗、一級下に琉球ゴールデンキングスの二ノ宮康平、二級下に弟の田渡修人がおり、京北高校時代共にプレイしている。
2006年4月、東洋大学に進学し、4年次には関東大学バスケットボール連盟3部リーグのリバウンドランキングにてライジングゼファーフクオカのファイ・パプ月瑠に継ぐ2位の成績を残した。
クラブチームなどでプレイした後、2016年トライアウトを経てリーグ開幕直前に埼玉ブロンコスに入団。
2017年11月に埼玉ブロンコスと契約解除。
2017年12月東京サンレーヴスに入団。
東京サンレーヴス
2018年12月6日契約解除発表

## 経歴
京北中学校-京北高校-東洋大学-埼玉ブロンコス(2016年〜)
東京サンレーヴス(2017〜)